# Pfarrkirche Eibesthal

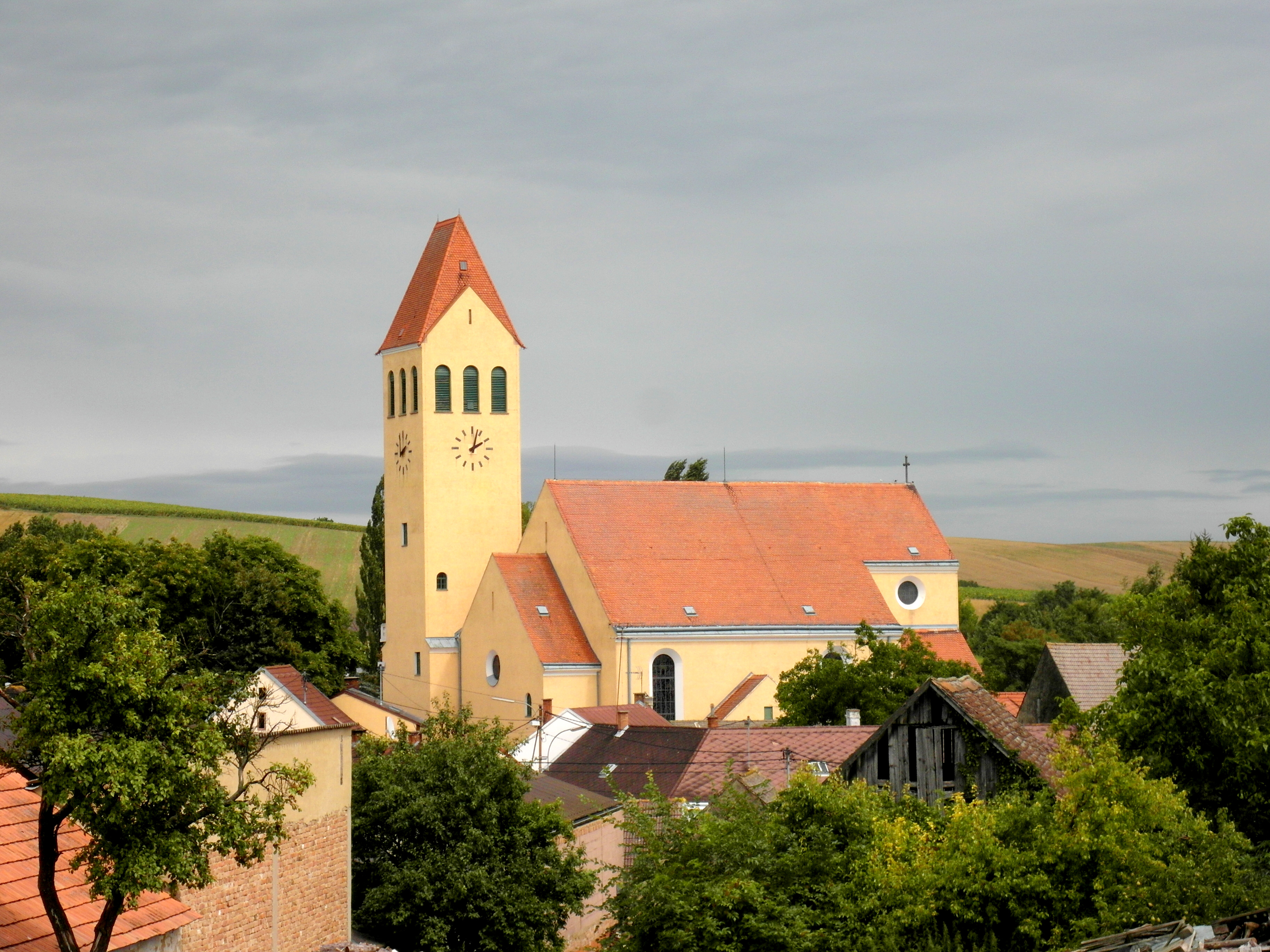
Katholische Pfarrkirche hl. Markus in Eibesthal

Die römisch-katholische Pfarrkirche Eibesthal steht mittig in der Ortschaft Eibesthal in der Gemeinde Mistelbach im Bezirk Mistelbach in Niederösterreich. Die dem Patrozinium des Evangelisten Markus unterstellte Pfarrkirche gehört zum Dekanat Mistelbach-Pirawarth im Vikariat Unter dem Manhartsberg der Erzdiözese Wien. Die Kirche steht unter Denkmalschutz (Listeneintrag).

## Geschichte
Vor 1250 wurde ein Vikariat in Eibesthal gegründet. 1661 wurde die Kirche urkundlich zur Pfarrkirche erhoben und gemeinsam mit der Pfarrkirche Mistelbach dem Barnabitenkloster Mistelbach inkorporiert. Die alte Pfarrkirche wurde während des Zweiten Weltkrieges zerstört. In den Jahren 1948 bis 1951 erfolgte ein Neubau nach Plänen von Hans Plank und Jakob Fried.

## Architektur
Das Kirchenäußere zeigt einen mächtigen Bau unter einem hohen Satteldach. In der nordwestlichen Ecke steht ein hoher, beherrschender Glockenturm. Die nördliche Langhausfront wird durch den Kirchturm und die Anbauten gegliedert. Der Vorbau zwischen Glockenturm und Sakristeianbau besteht aus offenen Rundbogenarkaden. An der Nordseite des Turmes ist ein Balkon auf Konsolen. Am Chor schließt südseitig ein Kapellenanbau an.
Das Kircheninnere zeigt ein Langhaus und den gerade geschlossenen Chor unter einer Flachdecke. Im Westen steht die Orgelempore. Die Glasfensterausstattung stammt von Henrique de Arnoldi. Das Fresko Maria und Johannes schuf Oskar Larsen.

## Einrichtung
Auf dem freistehenden Hochaltar ist ein Kruzifix aus Holz.
Die Orgel baute Johann M. Kauffmann 1957.